# St. Michael (Sonderdilching)

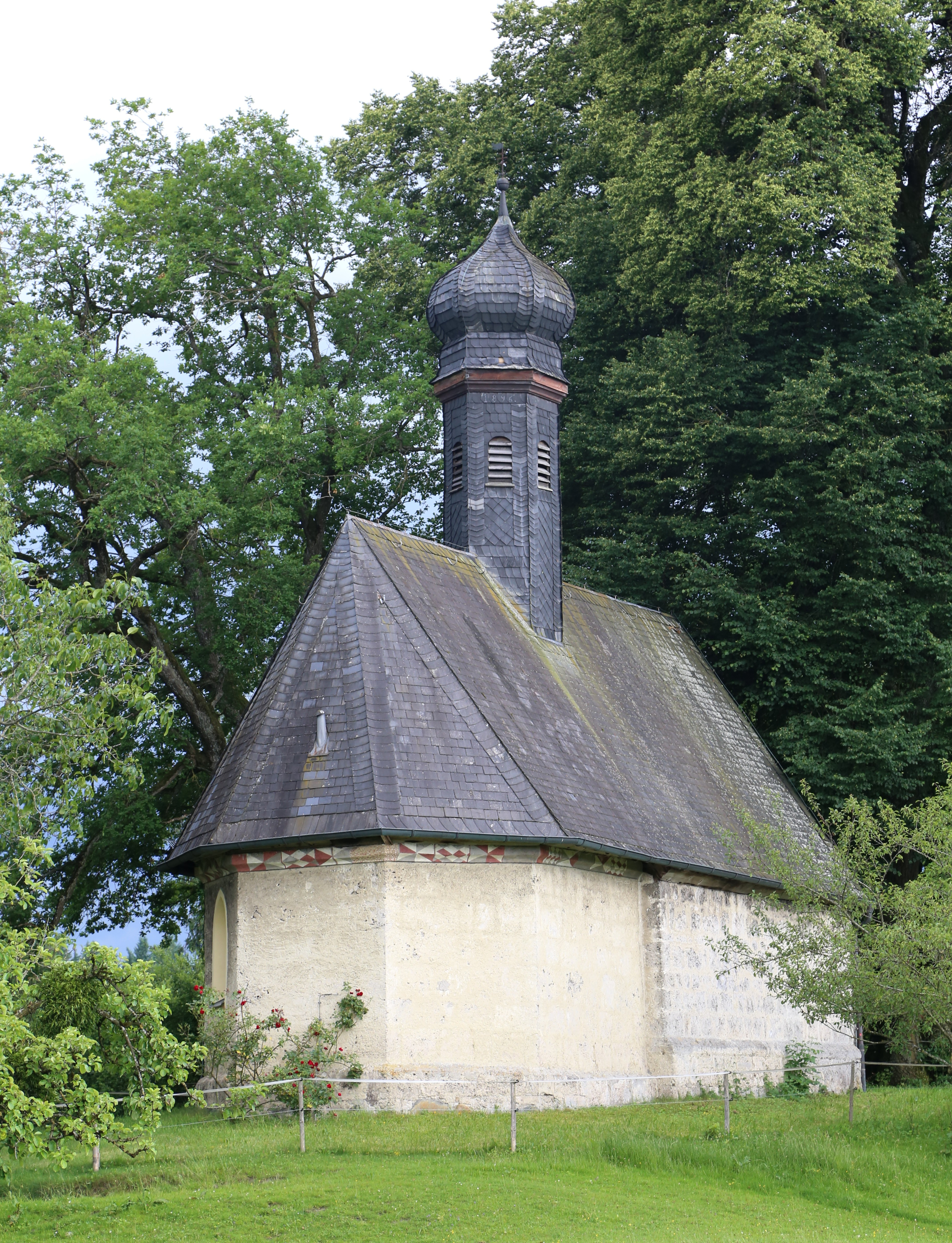
St. Michael in Sonderdilching

Die römisch-katholische Filialkirche St. Michael steht in Sonderdilching, einem Gemeindeteil von Weyarn im oberbayerischen Landkreis Miesbach. Sie ist in der Liste der Baudenkmäler in Weyarn als Baudenkmal unter der Nr. D-1-82-137-77 eingetragen. Die Kirche gehört zum  Dekanat Miesbach im Erzbistum München und Freising.

## Beschreibung
Die gotische Saalkirche wurde im Kern im 14. Jahrhundert erbaut. Sie besteht aus dem Langhaus und dem eingezogenen, dreiseitig geschlossenen Chor im Osten. Aus dem Satteldach des Langhauses erhebt sich in der Mitte des Dachfirstes ein sechseckiger Dachreiter mit Zwiebelhaube, der den Glockenstuhl mit drei Glocken enthält.
Der Innenraum des Langhauses ist mit einem Netzgewölbe überspannt, der des Chors mit einem Kreuzrippengewölbe.